# Liste der Monuments historiques in Villecresnes
Die Liste der Monuments historiques in Villecresnes führt die Monuments historiques in der französischen Stadt Villecresnes auf.

## Liste der Bauwerke
| Bezeichnung                    | Beschreibung | Standort                                        | Kennzeichnung | Schutzstatus | Datum | Bild           |
| ------------------------------ | ------------ | ----------------------------------------------- | ------------- | ------------ | ----- | -------------- |
| Domaine du Château de Grosbois |              | Avenue du Maréchal de Lattre de Tassigny (Lage) | PA00079849    | Classé       | 2014  | weitere Bilder |
| Kirche Notre-Dame              |              | Rue d’Yerres (Lage)                             | PA00079913    | Inscrit      | 1987  | weitere Bilder |

## Liste der Objekte
- Monuments historiques (Objekte) in Villecresnes in der Base Palissy des französischen Kultusministeriums